# Nigel Bond
Nigel Bond (ur. 15 listopada 1965) – angielski snookerzysta. Plasuje się na 70. miejscu pod względem zdobytych setek w profesjonalnych turniejach, w sierpniu 2025 miał ich łącznie 128.

## Kariera
Występuje jako zawodowiec od 1989. W 1995 dotarł do finału mistrzostw świata, uległ jednak w decydującej rozgrywce Stephenowi Hendry’emu 9:18. W 1996 odniósł swoje jedyne zwycięstwo w turnieju rankingowym, triumfował w British Open, pokonując w zaciętym i emocjonującym finale Johna Higginsa 9:8. Rok później wygrał ponadto prestiżowy Regal Masters.
19 kwietnia 2006 roku Nigel Bond pokonał w pierwszej rundzie Mistrzostw świata Stephena Hendryego 10:9. Mecz ten był bardzo nierówny – po pierwszej sesji Bond prowadził 6:2, jednak przewagę tę utracił i po 15 frame przegrywał 8:7 (należy dodać, iż seria zwycięskich framów dla Hendryego rozpoczęła się gdy Bond popełnił bardzo prosty błąd wbijając jednocześnie zieloną bilę z białą bilą – tracąc tym samym prawie już wygraną partię). Dalsza część meczu była popisem błędów z obu stron – co w rezultacie dało nieoczekiwane zwycięstwo Nigelowi Bondowi.
Do końca sezonu 2009/2010 na swoim koncie zapisał 95 breaków stupunktowych.

## Życie osobiste
Nigel Bond interesuje się piłką nożną. Jest wiernym kibicem zespołu Manchester City.

## Statystyka zwycięstw

### Rankingowe
- British Open 1996

### Nierankingowe
- Scottish Masters 1997
- Malta Grand Prix 1996
- World Games (Snooker – Mężczyźni Indywidualnie) 2009